# Сакер, Этьен
Этьен Сакер (араб. إتيان صقر‎; 1937, Айн-Эбель), известен также как араб. أبو أرز‎, Абу Арз, Отец Кедров — ливанский правохристианский политик и боевик, основатель Партии обновления Ливана и военизированной организации Стражи кедров. Видный идеолог ливанского национализма и финикизма. Активный участник ливанской гражданской войны, непримиримый противник ООП и Сирии. Приговорён к смертной казни за сотрудничество с Израилем. С 2000 года — политэмигрант. Известен также выступлениями в поддержку Арабских восстаний 2010-х годов.

## Служба и бизнес
Родился в многодетной маронитской семье в селении Айн-Эбель южноливанской мухафазы Эн-Набатия. Отец Этьена Сакера был директором школы. Образование Этьен Сакер получил во французских школах Триполи и Бейрута. Изучал историю, геополитику и политологию.
В 1957 году поступил на службу в Генеральный директорат безопасности Ливана. Во время Ливанского кризиса 1958 выступал на стороне правого президента-маронита Камиля Шамуна против левых панарабистов и насеристов. Занимался укреплением пограничной охраны в долине Бекаа и нейтрализацией сирийской агентуры в Ливане. Вышел в отставку в 1969 году. В 1972 основал страховую компанию.

## Идеолог финикизма
Политически Этьен Сакер всегда стоял на правохристианских позициях, был крайне правым ливанским националистом и антикоммунистом. Разделяет идеологию финикизма — представление о ливанцах как о нации финикийского происхождения, не относящейся к арабскому миру. Является сторонником секулярной и демократической системы западного типа. При этом Сакер акцентирует христианский характер цивилизации — несмотря на прозападные взгляды, он осуждает Французскую революцию XVIII века за политику дехристианизации.

Мы верим в Бога, в человека и в Ливан. Наша идеология основана на трёх универсальных принципах: любовь, знание, свобода. В политике мы — светское движение ливанских националистов. Мы представляем всех ливанцев, живущих на территории в 10452 квадратных километра. Всех, кто продолжает культурную традицию семи тысяч лет. Кому принадлежит великое наследие, породившее греческую, римскую и западную цивилизацию. Да, цивилизация Запада восходит к цивилизации Ливана.

Наша цель — изгнать всех интервентов, прежде всего палестинцев и сирийцев. И создать настоящее светское государство, свободное от сектантских квот. Бесплатное образование покончит с неграмотностью. Мы создадим профессиональную армию, верящую в Бога и в Ливан. Выйдем из Лиги арабских государств. Заключим мирные договоры со всеми соседями. Покончим с системой, которую навязали Ливану извне.
— Этьен Сакер
Сакер выступал против палестинского и сирийского присутствия в Ливане. Резко осудил Каирское соглашение (1969), разрешившие создание в Ливане палестинских лагерей. В 1972 году Этьен Сакер создал Партию обновления Ливана, с позиций финикизма противостоявшую панарабистским и левым силам. Отличительной чертой партии было активное участие творческой интеллигенции. Финикистские и националистические акценты партийной идеологии позволили привлечь в партию представителей как христианских, так и мусульманских общин.
Получил прозвище араб. أبو أرز‎ — Абу Арз, Отец Кедров.

## Командир боевиков
В 1975 году в Ливане началась гражданская война между правохристианским и «левомусульманским» блоками. Этьен Сакер организовал при своей партии военизированное крыло под названием Стражи кедров.
Организация Сакера активно включилась в военные действия вместе с фалангистами Пьера и Башира Жмайелей, национал-либералами Камиля и Дани Шамунов, Танзимом Жоржа Адуана. Стражи играли важную роль в правохристианской военно-политической коалиции Ливанский фронт, создание которой было провозглашено в штаб-квартире Стражей кедров.
Осенью 1975 — весной 1976 Стражи кедров под командованием Сакера в составе правохристианских формирований участвовали в Битве отелей, летом 1976 штурмовали Тель-Заатар. Сражение за Тель-Заатар явилось крупнейшим столкновением первого этапа ливанской гражданской войны. Победа правохристиан и жёсткая расправа над палестинцами после взятия лагеря во многом определили дальнейший ход войны.
При этом Этьен Сакер с самого начала был противником сирийской интервенции в Ливане — даже на том этапе, когда правохристиане и сирийцы были союзниками против ООП (как в той же осаде Тель-Заатара).

Сирийский режим уже четыре десятилетия совершает преступления на Ливанской земле. Это глупость, будто Асад является защитником ливанских христиан. Христиане жили в Ливане за тысячи лет до Асада и его отца. Им не нужны защитники, они никого не боятся. Необходимо лишь, чтобы ливанские лидеры были солидарны и ставили интересы Ливана выше собственных.— Этьен Сакер
Этьен Сакер выступал также против присутствия в Ливане межарабских миротворческих сил. «Стражи кедров» активно участвовали в Стодневной войне 1978 года против сирийских войск. 

Ливанцы наивно пустили в свой дом волка, переодетого овцой. Мы видим сирийский террор, насилие, похищения, убийства. Они пытаются поставить на колени ливанцев. Но ливанцы ответили им. Теперь война будет свирепее и разрушительнее, чем прежде.

— Этьен Сакер
В 1982 Сакер поддержал израильское вторжение в Ливан как направленное против «палестинской и сирийской оккупации». Был сторонником ливано-израильского мирного соглашения, заключённого в мае 1983 года. Тесно сотрудничал с произраильской Армией Южного Ливана майора Саада Хаддада и генерала Антуана Лахада. В отношении палестинцев занимал крайне жёсткую позицию, вплоть до прямых призывов к тотальным убийствам. Считал ООП враждебной Ливану коммунистической организацией.
В 1986 году Этьен Сакер поддержал Самира Джааджаа в конфликте с Ильясом Хобейкой. Однако отношения Сакера с Джааджаа всегда носили отпечаток взаимной враждебености. В столкновениях 1990 года Этьен Сакер выступал на стороне Мишеля Ауна против Самира Джааджаа. В ответ боевики Самира Джааджаа взяли Сакера под домашний арест.
Этьен Сакер ушел из-под ареста, однако, в том же 1990 году «Стражи кедров» были объявлены вне закона. А Сакер приговорён был к 7 годам исправительных работ.
Сакер переехал на юг страны и поселился в селении Саббах, на восток от Джеззина. Он категорически отверг Таифские соглашения о политическом урегулировании — как содержащие уступки палестинцам и сирийцам — и продолжил военное сопротивление просирийскому правительству.

## Отступление из Ливана
Под давлением просирийского режима «Стражи кедров» во главе с Сакером перебрались на юг страны и примкнули к Армии Южного Ливана. За сотрудничество с Израилем Этьен Сакер был приговорён властями к смертной казни. Сакер определял Израиль как друга, Сирию как врага, палестинцев — как врага смертельного.
В июне 2000 года израильское правительство Эхуда Барака вывело войска из Южного Ливана. На оставленной территории обосновались просирийские силы и исламистская группировка Хезболла. Армия Южного Ливана фактически прекратила существование. Бывшие её бойцы и «Стражи кедров» ушли в Израиль. Среди них был Этьен Сакер.
В Израиле Этьен Сакер продолжал выступать за вмешательство в ливанскую политику на стороне правохристиан. Затем он перебрался на Кипр, где в основном и проживает. В феврале 2012 году Сакер встречался с маронитским патриархом Антиохии, впоследствии кардиналом-патриархом Маронитской католической церкви Бешаром Бутросом Раи (политические позиции Сакера и Раи серьёзно различаются).
В 2003 году была опубликована политическая биография Этьена Сакера — The Conscience of Lebanon: A Political Biography of Etienne Sakr.

## Сторонник Арабской весны
Этьен Сакер решительно выступает в поддержку Арабской весны как борьбы народов против угнетения. Особо он поддерживает Сирийское восстание и вооружённую оппозицию режиму Башара Асада. В 2015 году стало известно о роли Сакера в финансировании Сирийской свободной армии и переписке с её командиром Риядом Асаадом.

## Семья
У Этьена Сакера  трое детей: сын Арз и две дочери Кароль и Паскаль. Кароль Сакер и Паскаль Сакер — известные ливанские певицы.